# Lainqu (sockenhuvudort i Kina, Tibet Autonomous Region, lat 31,52, long 93,52)
Lainqu (kinesiska: Liangqu, 良曲, Palachong, 帕拉冲, 良曲乡) är en sockenhuvudort i Kina. Den ligger i den autonoma regionen Tibet, i den sydvästra delen av landet, omkring 310 kilometer nordost om regionhuvudstaden Lhasa. Antalet invånare är 3 387. Befolkningen består av 1 641 kvinnor och 1 746 män. Barn under 15 år utgör 34 %, vuxna 15-64 år 60 %, och äldre över 65 år 5,0 %.
Runt Lainqu är det mycket glesbefolkat, med 4 invånare per kvadratkilometer. Närmaste större samhälle är Biruxong, 15,8 km sydost om Lainqu. Trakten runt Lainqu består i huvudsak av gräsmarker.
Genomsnittlig årsnederbörd är 957 millimeter. Den regnigaste månaden är juli, med i genomsnitt 214 mm nederbörd, och den torraste är december, med 4 mm nederbörd.